# Swiss Indoors Basel 2011
Lo Swiss Indoors Basel 2011 è stato un torneo di tennis giocato su campi in cemento al coperto. È stata la 42ª edizione dell'evento conosciuto come Swiss indoors Open o Swiss Indoors, appartenente alla serie ATP World Tour 500 series nell'ambito dell'ATP World Tour 2011. Gli incontri si sono svolti a Basilea, in Svizzera, dal 31 ottobre al 6 novembre 2011.

## Partecipanti ATP

### Teste di serie
| Nazionalità | Giocatore        | Ranking* | Testa di serie |
| ----------- | ---------------- | -------- | -------------- |
| Serbia      | Novak Đoković    | 1        | 1              |
| Regno Unito | Andy Murray      | 3        | 2              |
| Svizzera    | Roger Federer    | 4        | 3              |
| Rep. Ceca   | Tomáš Berdych    | 7        | 4              |
| Stati Uniti | Mardy Fish       | 8        | 5              |
| Serbia      | Janko Tipsarević | 13       | 6              |
| Stati Uniti | Andy Roddick     | 14       | 7              |
| Serbia      | Viktor Troicki   | 17       | 8              |

* Ranking del 24 ottobre 2011.

### Altri partecipanti
I seguenti giocatori hanno ricevuto una wild card per il tabellone principale:
- Andy Murray
- Kei Nishikori
- Donald Young

I seguenti giocatori sono passati dalle qualificazioni:

- James Blake
- Tobias Kamke
- Łukasz Kubot
- Michael Lammer

## Punti e montepremi
Il montepremi complessivo è di 1.225.000 €.
| Torneo    | Torneo              | V       | F       | SF     | QF     | 2T     | 1T    | Q  | Q3 | Q2    | Q1  |
| Singolare | Punti               | 500     | 300     | 180    | 90     | 45     | 0     | 20 | 0  | 10    | 0   |
| Singolare | Premi in denaro (€) | 318.000 | 143.500 | 67.700 | 32.700 | 16.700 | 9.180 | –  | 0  | 1.030 | 575 |
| Doppio    | Punti               | 500     | 300     | 180    | 90     | 0      | –     | –  | –  | –     | –   |
| Doppio    | Premi in denaro (€) | 93.900  | 42.350  | 20.000 | 9.650  | 4.930  | –     | –  | –  | –     | –   |

## Campioni

### Singolare
Roger Federer ha battuto in finale  Kei Nishikori con il punteggio di 6–1, 6–3
- È il quinto titolo a Basilea per Federer, e il secondo della stagione (68° in carriera)

### Doppio
Michaël Llodra /  Nenad Zimonjić hanno battuto in finale  Maks Mirny /  Daniel Nestor con il punteggio di 6–4, 7–5